# Carnoules
Carnoules é uma comuna francesa na região administrativa da Provença-Alpes-Costa Azul, no departamento de Var. Estende-se por uma área de 25.49 km². Em 2010 a comuna tinha 3 525 habitantes (densidade: 138,3 hab./km²).